# OCN 시리즈
OCN 시리즈 (OCN Series)는 대한민국의 CJ E&M에서 운영했던 채널이다. 2009년 1월 1일부터 온미디어(현 CJ ENM) 채널로서 개국하였다. 《CSI》, 《프리즌 브레이크》, 《위기의 주부들》 등의 미국 드라마를 전문으로 편성한다. OCN 시리즈는 여성들을 위한 미국 드라마 외에 《CSI》 전 시즌과 《하우스》, 《프리즌 브레이크》, 《번 노티스》 등의 최신 미국 드라마를 방영했다. 매월 20% 안팎의 신작 미국 드라마를 선보였다. 전 CJ E&M 계열 PP 중 CATV 유일의 100% 디지털 송출 채널이기도 했다. 2016년 12월 31일에 폐국되어 그 자리에 DIA TV(현 CH.WIDE)로 새로 개국하였다.